# رامبو 4
رامبو أو رامبو 4 ((بالإنجليزية: Rambo)‏ Rambo IV أو Rambo 4) فيلم أكشن أمريكي ألماني من إنتاج عام 2008 ومن بطولة النجم الأمريكي سيلفستر ستالون الذي شارك في كتابة الفيلم وإخراجه أيضا، وهو الجزء الرابع من سلسلة أفلام جون رامبو.
تدور قصة الفيلم حول جندي سابق في القوات الخاصة الأمريكية جون رامبو، الذي وظف من قبل قس الكنيسة للمساعدة في إنقاذ مجموعة من دعاة التبشير المسيحية الغربية الذين تم اختطافهم من قبل رجال النظام العسكري في بورما.

## القصة مختصرة
الجندي الأمريكي السابق جون رامبو يعيش حاليا في تايلند في قرية نائية بالقرب من الحدود البورمية، حيث يكسب لقمة عيشه من التقاط الثعابين وبيعها ونقل الناس بواسطة قاربه عبر نهر سالويين، في نفس الوقت تدور حرب أهلية في بورما؛ حيث طغى الظلم بشكل ضخم، فانتشر في المنطقة أنواع القتل المريع والاختطاف والاغتصاب وخطف الأطفال.
ويأتي فريق مغامر يحاول إنقاذ تلك المنطقة؛ حيث يطلبون من رامبو إيصالهم لتلك المنطقة، وبالفعل يقوم رامبو بذلك، إلا أنه سرعان ما ينكشف أمر فريق الإنقاذ هذا، فيتم إلقاء القبض عليهم.
تعلم جهة مسؤولة بفشل فريق الإنقاذ في الوصول وإتمام مهمته المكلف بها، فترسل الجهة المسؤولة فريقا متخصصا لإنقاذ الفريق الأول، ويتعين على رامبو مساعدة الفريق الجديد لتحرير تلك المنطقة بالتعاون مع بعض الثوار من المنطقة.

## ردة فعل من النظام البورمي
منع النظام البورمي من عرض فيلم رامبو 4 ، وذلك يحتوي على مقاطع تسيئ سمعة النظام البورمين.

## وصلات خارجية
- رامبو 4 على موقع IMDb (الإنجليزية)
- رامبو 4 على موقع ميتاكريتيك (الإنجليزية)
- رامبو 4 على موقع روتن توميتوز (الإنجليزية)
- رامبو 4 على موقع نتفليكس (الإنجليزية)
- رامبو 4 على موقع قاعدة بيانات الأفلام العربية
- رامبو 4 على موقع ألو سيني (الفرنسية)
- رامبو 4 على موقع Turner Classic Movies (الإنجليزية)
- رامبو 4 على موقع أول موفي (الإنجليزية)
- رامبو 4 على موقع بوكس أوفيس موجو (الإنجليزية)
- رامبو 4 على موقع فيلمافينيتي (الإسبانية)